# Ga Dongducheon
Ga Dongducheon (trước là Dongan) là ga tàu điện ngầm ở Dongducheon, Hàn Quốc. Tàu điện ngầm Seoul tuyến 1 phục vụ tại nhà ga này, và nó là một ga nhà trước khi trở thành ga cuối phía Bắc của Tuyến 1, là Soyosan. Camp Casey, khu căn cứ quân sự Mỹ, nằm gần đây.

## Bố trí ga
| ↑ Soyosan                  |
| \| ６５ \| ４３ \| ２１ \| |
| Bosan ↓                    |

| １·２ | ● Tuyến 1                                                 | → Hướng đi Đại học Kwangwoon · Guro · Incheon →           |
| ３·４ | ● Tuyến 1                                                 | ← Hướng đi Soyosan · Jeongok · Yeoncheon                  |
| ５·６ | Sân ga không được sử dụng (Sân ga tàu đi lại, tàu DMZ cũ) | Sân ga không được sử dụng (Sân ga tàu đi lại, tàu DMZ cũ) |

## Lối thoát
- Lối thoát 1: Trung tâm bảo vệ Dongan, Dongducheon Je 2-gyo, Trung tâm cộng đồng Soyo-dong
- Lối thoát 2: Trường tiểu học Dongbo, trường trung học Sinheung, trường cao trung Shinheung, khu công nghiệp Dongducheon, Anheunggyo